# Yến dơi đuôi nhọn
Yến dơi đuôi nhọn, tên khoa học Neafrapus boehmi, là một loài chim trong họ Apodidae.